# Juan Manuel Gutiérrez
Juan Manuel Gutiérrez Freire (Atlántida, Canelones, Uruguay, 4 de febrero de 2002) es un futbolista uruguayo. Juega de delantero en Boston River de la Primera división uruguaya cedido por el Almería.

## Trayectoria
Formado en las inferiores de Danubio desde 2015, Gutiérrez debutó profesionalmente el 16 de mayo de 2018 en la derrota 0-2 ante Wandereres en la Primera División de Uruguay. Gutiérrez fue el jugador más joven en debutar por Danubio en el siglo XXI a los 16 años, 3 meses y 12 días, superando el récord de Ribair Rodríguez.
Al año siguiente, debutó en la Copa Libertadores 2019 el 12 de febrero contra el Atlético Mineiro.
En octubre de 2019 fue incluido en la lista Next Generation 2019 de The Guardian, entre las 60 promesas del fútbol.
El 13 de septiembre de 2020, fue traspasado a la U.D. Almería de la Segunda División de España, en donde firmó por 5 temporadas a cambio de 3 millones de euros. En las filas del conjunto almeriense disputó 17 encuentros con el filial de Tercera División de España.
El 28 de agosto de 2021, firma por el Club Nacional de Football de la Primera División de Uruguay.

## Selección nacional
Es internacional a nivel juvenil con la selección de Uruguay. Disputó el Campeonato Sudamericano de Fútbol Sub-15 de 2017, donde fue el capitán, y el Campeonato Sudamericano de Fútbol Sub-17 de 2019.

## Estadísticas
Actualizado al último partido disputado el 30 de junio de 2023.
| Danubio · Uruguay                         |               |               |    |   |   |   |   |    |    |   |
| 1.ª                                       | 2018          | 5             | 0  | - | - | - | - | 5  | 0  |   |
| 1.ª                                       | 2019          | 21            | 1  | - | - | 1 | 0 | 22 | 1  |   |
| 1.ª                                       | 2020          | 11            | 1  | - | - | - | - | 11 | 1  |   |
| Total club                                | Total club    | 37            | 2  | 0 | 0 | 1 | 0 | 38 | 2  |   |
| UD Almería · España                       |               |               |    |   |   |   |   |    |    |   |
| 2.ª                                       | 2020-2021     | 1             | 0  | - | - | - | - | 1  | 0  |   |
| Total club                                | Total club    | 1             | 0  | 0 | 0 | 0 | 0 | 1  | 0  |   |
| Nacional · Uruguay                        |               |               |    |   |   |   |   |    |    |   |
| 1.ª                                       | 2021          | 1             | 0  | - | - | - | - | 1  | 0  |   |
| 1.ª                                       | 2022          | 3             | 0  | - | - | - | - | 3  | 0  |   |
| 1.ª                                       | 2023          | 1             | 0  | - | - | - | - | 1  | 0  |   |
| Total club                                | Total club    | 5             | 0  | 0 | 0 | 0 | 0 | 5  | 0  |   |
| Total carrera                             | Total carrera | Total carrera | 43 | 2 | 0 | 0 | 1 | 0  | 44 | 2 |
| (1) Incluye datos de la Copa Libertadores |               |               |    |   |   |   |   |    |    |   |